# Menjagrà bec de cotorra
El menjagrà bec de cotorra (Sporophila peruviana) és un ocell de la família dels tràupids (Thraupidae).

## Hàbitat i distribució
Habita matolls àrids i terres de conreu a les terres baixes de la costa del Pacífic de l'oest de l'Equador i oest del Perú.